# سه تفنگدار (فیلم ۲۰۱۱)
سه تفنگدار (به انگلیسی: The Three Musketeers) فیلمی سه‌بعدی و ماجراجویی محصول سال ۲۰۱۱ به کارگردانی پل اندرسون است. این فیلم براساس رمان سه تفنگدار اثر الکساندر دوما ساخته شده‌است در این فیلم بازیگرانی همچون لوگن لرمان، میلا یوویچ، متیو مک‌فادین، ری استیونسون، لوک ایوانز، مدس مایکلسن، گابریلا وایلد، جیمز کوردن، جونو تیمپل، فردی فاکس، تیل شوگر، اورلاندو بلوم، کریستوف والتس ایفای نقش کرده‌اند.

## خلاصه داستان

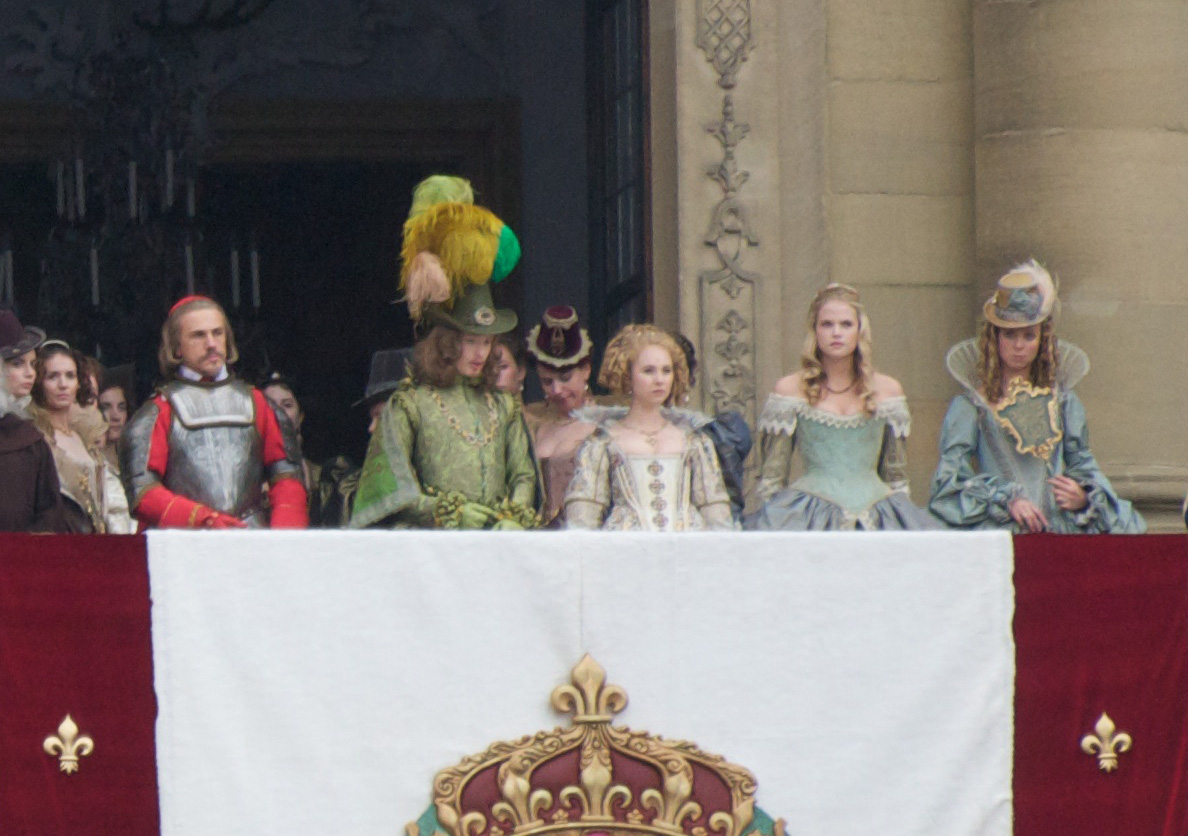
عکس پشت صحنه از بالکن نسخه 2011 سه تفنگدار که در Residenz در وورزبورگ بایرن فیلمبرداری شده است. از چپ به راست: کریستوف والتز، فردی فاکس (در دوبل سبز)، جونو تمپل، گابریل وایلد و نینا آیچینج

سه تفنگدار به ونیز می‌روند تا نقشه ماشین جنگ داوینچی را بدست آورند آن‌ها پس از بدست آوردن نقشه با خیانت می لیدی(میلا یوویچ) نقشه را از دست می‌دهد و نقشه به دست لرد باکینگهام(اورلاندو بلوم) می‌افتد .
آنها پس از این حادثه منزوی وگوشه گیر می‌شوند تا پسر جوانی به نام دارتانیان (لوگن لرمان) آن‌ها را به مبارزه دعوت می‌کند و این مبارزه با او سبب جمع شدن دوباره آن‌ها گرد هم می‌شود کاردینال ریشلیو(کریستوف والتس) با هم دستی می لیدی گردنبند ملکه که همسر لوئی سیزدهم است را میدزد و آن را به کاخ لرد باکینگهام منتقل می‌کند تا به لوئی وانمود کند که همسرش به اوخیانت کرده‌است .
کاردینال ریشیلیو از لوئی می‌خواهد تا مراسم جشنی برپا کند و از همسرش بخواهد گردنبند اهدایی او را به گردن بیندازد ملکه که از مفقود شدن گردنبند مطلع شده‌است از سه تفنگدار می‌خواهد تا به انگلستان بروند وگردنبند را پیش از جشن که قرار است پنج روز دیگر برگزار شود به او بازگردانند .
سه تفنگدار به انگلستان می‌روند وموفق به بازپس‌گیری گردنبند می‌شوند

## بازیگران
- لوگن لرمان در نقش دارتانیان
- میلا یوویچ در نقش می لیدی دی وینتر
- متیو مک‌فادین در نقش آتوس
- ری استیونسون  در نقش پوروتوس
- لوک ایوانز  در نقش آرامیس
- مدس مایکلسن در نقش کاپیتان ریشفورت
- گابریلا وایلد در نقش کنستانت بونسیوکس، عشق دارتانیان
- جیمز کوردن در نقش پلانشت
- جونو تیمپل در نقش ملکه آن
- فردی فاکس در نقش لوئی سیزدهم
- تیل شوگر در نقش کاگیلسترو
- اورلاندو بلوم در نقش دوک باکینگهام
- کریستوف والتس در نقش کاردینال ریشلیو